# W350 project
W350 project je koncept mrakodrapu, který má stát v japonském hlavním městě Tokiu. Mrakodrap se má z 90 % skládat ze dřeva, hlavní konstrukci má tvořit ocel. Půjde o nejvyšší dřevěný mrakodrap na světě, dokončen má být v roce, kdy společnost Sumitomo forestry oslaví 350 let své existence. W350 project bude 350 metrů vysoká budova a na stavbu bude třeba využít 185 tisíc metrů krychlových dřeva. Hlavním architektem je společnost Nikken Sekkei. Stavba má být zahájena roku. Koncept mrakodrapu byl představen roku 2018. 

## Architektura
Mrakodrap W350 project bude na výšku měřit 350 metrů a bude mít 70 podlaží. Celková podlahová plocha budovy je 455 000 metrů čtverečních, zastavěná plocha je pak 6 500 m2. V budově se musí nacházet ocelová nosná konstrukce, neboť v Japonsku musí odolávat silným zemětřesením a větru. Společnost Sumitomo forestry chce použít udržitelné dřevo. Na budově se bude nacházet mnoho balkonů, které budou porostlé zelení. Další zeleň se bude nacházet na střeše. Budova bude mít většinu stěn prosklenou. Při tvorbě technologií pro budovu je počítáno i s úpravou dřeva, aby bylo nehořlavé.

## Využití
V budově se budou nacházet byty, což je hlavním účelem budovy. V budově má být také restaurace, hotel a kanceláře. V projektu je zahrnuto i mnoho veřejných a společných prostor pro setkávání. Tato budova bude jednou z prvních budov plánu Tokia na vybudování mnoha dalších moderních dřevěných budov.

## Název
Název W350 je odvozen od výročí 350 let vzniku Sumitomo forestry. Písmeno W je odvozeno od anglického slova wood, což v češtině znamená dřevo.